# كأس البرتغال 2004–05
كأس البرتغال 2004–05 (بالبرتغالية: Taça de Portugal de 2004–05‏) هو موسم من كأس البرتغال. كان عدد الأندية المشاركة فيه 229، وفاز فيه نادي فيتوريا سيتوبال.